# LENS
『LENS』（レンズ）は、2004年に公演された演劇作品。脚本・演出を小林賢太郎が手がける小林賢太郎プロデュース公演（KKP）#004。

## 概要
小林賢太郎による演劇プロジェクトKKPの作品。椎名林檎のシングル「茎 (STEM) 〜大名遊ビ編〜」のミュージック・ビデオおよびショートムービー『短篇キネマ 百色眼鏡』の前日談になっており、主題歌も同曲を使用している。

## あらすじ
大正時代末期、幽霊が出ると噂される帝都東京の本郷帝都図書館で起こった、奇妙な書籍盗難事件。図書館職員と所轄署巡査、本庁から派遣された警部と人力車の車夫、そして推理作家志望の書生が、謎解きを始めていく。果たして犯人は誰なのか。そして、そのトリックは？

## キャスト
登場人物の名前には植物に関する言葉が入っており、舞台で流れたオープニング映像では、その植物の映像と共に対応する役名のキャストが表示された。
天城茎太郎（アマギケイタロウ）：小林賢太郎
推理作家志望の書生。書いた小説『怪盗カマキリ仮面』は泣くほどつまらない。駒形を一目見ただけで刑事と見破るほど推理力は高いのだが、トリックや証拠の詳細を「それくらい言わなくてもわかる」となかなか語ろうとしない。それ故に駒形からは説明不足と批判される。喫茶店（本作では皆「カフェエ」と発音）で相席になった駒形と図書館で再会する。
駒形蓮司（コマガタレンジ）：大森南朋
警視庁から派遣された、超常現象などを専門に扱う警視庁捜査課第三種事件係の警部。にもかかわらず怪奇現象にはめっぽう弱く、真っ先に逃げ出すのも彼である（本人曰く、おっかないから）。スコットランドヤードに留学経験を持つ。
春日桜太（カスガオウタ）：久ヶ沢徹
所轄署の巡査。自分でも記憶力がないと豪語し駒形警部を「警視総監殿」と呼んで呆れさせる程のバカ。図書館に張り込みをしながら事件の捜査をしていた。犬飼の手伝いをするたびにキャラメルをもらっている。
犬飼梅衛門（イヌカイウメエモン）：犬飼若浩
図書館唯一の司書。新婚さんで妻は18歳。野球は四番でピッチャーの腕前。
愛宕屋駿菊（アタゴヤシュンギク）：西田征史
自称「日本一速い人力車」の車夫。妻子持ち。文字が読めない。落語家みたいな名前は柳家金語楼から。インチキくさい江戸弁を使う。

## 公演日程
- 東京公演　2004年7月5日〜7月11日　サンシャイン劇場
- 大阪公演　2004年7月24日〜7月25日　シアター・ドラマシティ